# Bryorachis pichoni
Bryorachis pichoni is een mosdiertjessoort uit de familie van de Phidoloporidae. De wetenschappelijke naam van de soort is voor het eerst geldig gepubliceerd in 1998 door Gordon & Arnold.